# Клішковиці
Клішковиці (пол. Kliszkowice) — село в Польщі, у гміні Жміґруд Тшебницького повіту Нижньосілезького воєводства.
Населення — 235 осіб (2011).

## Демографія
Демографічна структура станом на 31 березня 2011 року:
|          | Загалом | Допрацездатний вік | Працездатний вік | Постпрацездатний вік |
| -------- | ------- | ------------------ | ---------------- | -------------------- |
| Чоловіки | 113     | 22                 | 87               | 4                    |
| Жінки    | 122     | 30                 | 77               | 15                   |
| Разом    | 235     | 52                 | 164              | 19                   |